# Agenia lamii
Agenia lamii är en insektsart som beskrevs av Michel Étienne Descourtilz 1825. Agenia lamii ingår i släktet Agenia och familjen sköldstritar.
Artens utbredningsområde är Frankrike. Inga underarter finns listade i Catalogue of Life.